# Последний дракон
«Последний дракон» (англ. The Last dragon), также известный в США как «Драконы: фантазия, сделанная реальностью» (Dragons: Fantasy made real) — псевдодокументальный фильм-драма, созданный каналом Animal Planet. В фильме раскрывается эволюция драконов, начиная с мелового периода и до XV века, и варианты того, каковы были жизнь и поведение драконов, какими они были. Упор был сделан на то, что легенды о драконах возникли независимо у очень разных народов на разных территориях, что может быть следствием реального существования драконов. Согласно фантастическому сюжету фильма, доказательства существования драконов на данный момент, якобы, уже получены и проверены на подлинность, и анализ ДНК показал, что их было (или до сих пор есть) по меньшей мере 5 видов.
Действие фильма разделено на две истории. Первая использует компьютерную графику (CGI), чтобы показать драконов в их естественной среде обитания. Вторая повествует о современном учёном, работающем в музее, докторе Таннере, который верит в существование драконов. Когда в горах находят замороженные останки доселе неизвестного существа, Таннер вместе с двумя коллегами из музея производит анализ данных останков. В результате исследования они выясняют подробности жизни и смерти существ, которые поразительно напоминают драконов.

## Сюжет
Повествование начинается с события, случившегося 65 миллионов лет назад, где-то в конце мелового периода. На территории тираннозавра рекса появился другой хищник, из-за которого сократилось количество пищи — доисторический дракон. Голодный тираннозавр атакует детёныша, которого находит на своей территории. В попытке защитить себя дракон простирает свои крылья и создает видимость того, что он гораздо больше, чем есть на самом деле. Затем, когда это не помогает, издаёт пронзительный звук, который разносится на многие мили. Для чуткого слуха хищника этот крик болезнен. Тираннозавр продолжает атаковать, однако, привлечённая криком, с неба стремительно падает дракон-мать и бьёт динозавра когтями лап. После того, как динозавр сломал ей крыло, она выдыхает на его голову облако огня. Это смертельно ранит обоих противников.
65 миллионов лет спустя в Лондонский музей естественной истории и науки молодой палеонтолог доктор Таннер осматривает череп тираннозавра. Он обнаруживает отметину от когтя, которую оставило неизвестное науке существо. Однако причину смерти он видит в сильном порыве огня, точно нацеленного в голову, и предполагает, что это сделал дракон.
В это время приходят фотографии из Румынии, где после схода ледника в Карпатских горах были обнаружены останки людей, датированные средними веками. Среди человеческих — тело неизвестного животного, поэтому румынская сторона просит у музея учёного для исследования.
После первоначальных исследований Таннера отмечено, что существо обладает чешуей и хвостом. Было высказано предположение, что это — рептилия, но у него оказались ещё и две когтистых конечности, характерных для летающих животных. Когда определили крылья, Таннер захотел узнать — правда ли это существо могло летать. В ходе дальнейшего изучения Таннер понял, что кости существа имеют раковинную структуру, что вполне могло способствовать полету. Внутреннее сканирование показало наличие большого сердца у животного, необходимое для обогащения крови кислородом, чтобы питать мышцы, и два пузыря похожей структуры. Таннер предположил, что пузыри помогали в полете, так как наполнялись водородом, который в 14 раз легче воздуха. Он сказал своим коллегам, что это все что нужно для полета, но они не согласились с его мнением.
Возвращаемся в меловой период. Две недели после битвы с тираннозавром, мать дракона умерла, и ужасно голодный малыш должен сам учиться летать. Юнец начинает есть, вот только пища имеющаяся в его распоряжении — мясо его собственной матери. Во время еды, старый самец-дракон прилетает к пиршеству. Юнец чувствует страх и убегает, но старик преследует его. Молодой дракон вбегает в чащу деревьев, где взрослый уже не может летать. Тело работает, юнец начинает вырабатывать водород, нужный для полета. Когда взрослый настигает юнца, тот наносит удар из содержимого своего желудка и летит в небо, убегая от взрослой особи.
В настоящем, Таннер внимательно осматривает внутренность рта животного и объявляет, что это хищник, но также замечает коренные зубы и удивляется, для какой цели они служат хищнику. Кроме того, он определяет наличие мягкого неба сзади горла и ещё больше удивляется, потому как единственное что оно могло делать это предотвращать обратную тягу огня. Ничего в ротовой полости не было ясно и все было открыто для огня. Таннер думал что драконы извергают пламя так же, как это делают жуки-бомбардиры, испускающие жидкость нагретую до температуры 100 °C.
Доисторический дракон, уже взрослый, но ещё достаточно молодой, готовится к битве. Он хочет стать вожаком, обладающим своей территорией и своими самками. Но до того ему придется биться с другим взрослым самцом, чтобы съесть могущественный минерал находящийся в самом центре территории драконов. Молодой дракон предпринимает рискованную попытку и проникает на территорию старого вожака. Два боя и молодой самец станет победителем.
Таннер говорит: чтобы произвести огонь, им нужно топливо, кислород и воспламеняющее топливо. И он понимает, что топливо он уже нашёл — самое лучшее топливо, в тех пузырях: водород и метан. Оба они воспламеняются при соприкосновении с воздухом и горят. Затем он берет расщепленный камень, найденный у основания коренного зуба животного, для изучения на наличие платины, которая при соединении кислорода и водорода, катализирует горение. Таннер убеждается в том, что его теория была правильной и животное — дракон. Теперь встает вопрос, как же драконы пережили падение метеорита, когда-то погубившее всех динозавров, когда драконы столь большие. В это время диктор объясняет, что размер метеорита, упавшего на землю, уничтожил большую часть живых существ на земле. Акулы, латимерии и крокодилы выжили и все они имели одну общую черту, ведь они были морскими животными. Далее Таннер вспоминает, что крокодилы также имели ложное небо как и у драконов, и приходит к заключению, что это эволюционный реликт, доставшийся от предков, обитавших когда-то в море. Диктор продолжает информировать нас о том, что доисторические драконы были стерты с лица земли, но объясняет, что доисторические драконы были не единственными драконами жившими не задолго до падения метеорита. Были также морские драконы, двоюродные родственники доисторических, произошедшие от общего предка с доисторическими.
Это говорит о том, что летательные пузыри стали применяться для плаванья, крылья стали остаточным явлением и применялись как плавники, а большой хвост превратился в руль. Когда земля оправилась от встречи с метеором, некоторые драконы вернулись из воды и в конечном итоге стали наземными. Таннер считает, что легенды о морских змеях были реальными воспоминаниями о встречи с водными драконами. Один из его коллег обнаруживает, что остатки ложного неба найдены в бамбуковом лесу, в Китае. Таннер говорит, что водный дракон вернулся на землю и эволюционировал в новые виды, один из них в бамбуковом лесу в Азии. Китайские драконы в китайской мифологии были очень тонкими и вытянутыми. Все характеристики тела недавнего обитания в воде. Но вот что удивляет — может ли это быть пригодным для жизни в лесу.
Мы ведь говорим о 50 000 лет в бамбуковом лесу в Китае. Тут уже мы видим новый виток эволюции лесного дракона, адаптировавшегося к новым условиям обитания. Следуя дальше за драконом, обнаруживаем уникальную адаптацию — мимикрию. Контролируя струю газа, вытекающую из его пузырей, дракон может подражать животным с недомоганием. Остаточные крылья слишком малы для того, чтобы можно было взлететь и дракон только и может, что спланировать на малую дистанцию. Дракон также использует своё пламя чтобы жарить пойманную жертву, как повар без особого труда поджаривает сырое мясо(основная добыча — дикий кабан и китайский тигр).
В настоящем, Таннер, после аллюзий по поводу морского и лесного драконов переходит к другим видам которые могли бы появиться. Коллеги Таннера показывают ему на мониторе нечто странное, фрагмент кости, он думает — это могут быть ребра, но это не они. Три учёных поднимают крылья дракона и обнаруживают там четыре ноги. Таннер с изумлением произносит, «Никогда ещё не было такого позвоночного которое имело бы 6 конечностей». Они делают тест ДНК, зная, что если это не обман, то тест скажет об этом точно. ДНК тест говорит о том, что дракон имел генетическую возможность создавать конечности. Таннер сразу замечает нам, что мифы все время говорят нам правду, все описания драконов говорили нам именно о шестиконечностных драконах. Он цитирует разные описания драконов, чтобы составить полный портрет семейства драконов, существовавших на Земле. Он отсекает каркас горного дракона, и понимает, что это дракон из европейских сказок.
Пока трое учёных готовят дракона к транспортировки в Англию, они проверяют не упустили ли они чего-то важного. Находят-таки кусочек меча внутри сердца животного, Таннер идет к месту, где румынские учёные обнаружили останки людей и обнаруживает меч с чуть обломанным кончиком. Диктор говорит нам, что драконы выжили до появления людей, которые использовали пламя дракона против них самих. Случайные встречи человека и дракона были запечатлены в сказках по всему миру. Таннер заметил, что человеческое тело имело явные следы ожогов, но ведь этот дракон никогда не дышал огнём. Когда румынские авторитетные учёные подошли к дракону, Таннер рассказывал, что рентгеновский анализ показал, что яичники драконов были не активны, а значит дракон был только ребёнком. Трое учёных решили отправиться в пещеру, надеясь найти гнездо.
Мы вернемся на 500 лет назад, в Карпатские горы средних веков. Драконы были изгнаны в отдаленные места Европы человеком, вторгшимся на их территории. Самка горного дракона искала самца, она помечала свою территорию своим запахом. Самка было готова к спариванию. Ученые достигли пещеры и нашли камень, на котором были выжжены симметричные линии. Они внимательно изучили внутренность пещеры, использую эхосканнер. Когда самка вернулась в свою берлогу, она встретила уже прилетевшего на её запах дракона, и самка подлетела к нему. Они следуя инстинктам исполнили ритуальный танец. Внутри пещеры, Таннер нашёл гнездо, содержащее осколки яиц и даже одно целое. Вернувшись в 1400 мы видим самку дракона, используя свой огонь она подогревает яйца внутри гнезда. Самец вернулся с охоты без еды. Вместо этого он принес другой камень к её гнезду. Самка, защищающая своё гнездо, позволяет самцу войти в пещеру и позаботиться о гнезде. Когда самка отправляется на охоту, самец остается и кладет камень на гнездо. Но вместо того, что бы сохранять высокую температуру он охлаждает температуру яиц для того, чтобы из яиц вылупились самки. Самка возвращается с охоты и находит самца спящим на посту. Она сразу понимает, что внутри пещеры что-то не так. Она замечает что температура в гнезде слишком мала и пытается вернуть её в норму. Самец почуял опасность и сбежал.
Взрослая самка напала на крупный рогатый скот в ближайшего селения надеясь накормить её юную дочь, злясь на досаждающих селян. Когда самка только начала учить свою дочь секретам выдыхания огня пришли люди с явным намерением уничтожить дракона. Они нашли детеныша, который не умел ещё защищаться и убили его. Мать вернулась в берлогу слишком поздно и обнаружила свою дочь мертвой. Один из сельчан вскоре был убит взбешенной матерью. Другие спаслись бегством. С её дочкой теперь мертвой она пыталась привлечь другого самца. В её дом вернулись люди на этот раз их было больше. Они не смогли убить самку.вскоре самка погибла от голода
Вернемся в настоящее, Таннер находит, что-то вроде комнаты, и войдя в неё обнаруживает самку. Возвратившись в музей в Англии, Таннер показал останки своим коллегам, легенды о драконах были правдой. Диктор говорит нам:
История жизни нашей планеты была переписана, мать и её дитя... воссоединились. Последняя легенда. Мифы становятся реальностью. Теперь каждый миф о драконах со всего света ставит перед нами вопрoc: Было ли это тоже?
Прошёл год с того времени. Таннер, теперь профессор Таннер, берет карточку одного из своих коллег. Таннер открывает её и пытается найти фото, смотрит на фото и говорит, что они говорили только два месяца назад. Таннер выходит из задумчивого состояния, покачивая руками как крыльями.

## Биология и поведение драконов
Этот раздел представляет вымышленные факты биологии и поведения драконов (поскольку фильм относится к фантастическому жанру docufiction)

### Получение водорода
Драконы в ходе своей эволюции прибегли к помощи своей микрофлоры для того чтобы научиться полету и выдыханию огня. Многие животные имеют в желудке активные бактерии, которые помогают переваривать им пищу. Бактерии внутри желудков драконов производят водород. Водород появляющийся внутри желудка переносится в специальные пузыри.

### Полёт
Драконы имеют разные характеристики полёта. Раковинная структура их костей позволяет им быть лёгкими, обладая при этом достаточной силой. Большое сердце также типично для летающих животных, которое нужно для обильного питания кислородом мышц во время полёта. Хотя они и владеют большими крыльями, они могут взлететь не выше, чем на 20 футов (около 6 м) так, как соотношение габаритов крыльев к весу тела недостаточно чтобы взлететь выше.
Драконы всё же побороли это используя два пузыря. Полностью наполненные это пузыри имеют объём в 30 кубических футов (около 0,84 кубического метра). В пузырях содержатся водород и метан, оба легче воздуха, что помогает подниматься выше. Этого объёма газа достаточно для подъёма в воздух груза массой около 1 килограмма.

### Огненное дыхание
Так же хорошо как летать пузыри используются как средство помогающее плавать, а также как топливо для огненного дыхания. Водород и метан при встрече с воздухом в присутствии платины (в виде губчатой платины или платиновой черни — порошка с размером частиц 20-40 мкм) как катализатора горят. В ротовой полости дракон снабжен пластинами и имеет ложное небо в глотке, в точности как у крокодила, для того чтобы огонь не попадал внутрь.
Вследствие двойного использования пузырей получается, что чем больше пламени дракону придётся извергнуть, тем меньше он сможет пролететь.

### Размножение и забота о потомстве
Самка дракона готова размножаться только один месяц в год. И бывает это только раз в семь дней. Так как драконов привлекают солнечные объекты, то самка сможет воспользоваться этим для привлечения самца. Когда самец и самка дракона готовы к спариванию, начинается ужасающий брачный танец: они взлетают очень высоко и оттуда обнявшись так, чтобы не двигались крылья, свободно падают, освобождая друг друга в последний момент. Одно удачное совокупление и самка построит гнездо из камней и ляжет высиживать два яйца. Как и у крокодилов, эмбрионы драконов не имеют различий в поле, а пол определяется температурой яиц, низкая температура и родятся самки, а высокая — самцы. Скорлупа драконовых яиц имеет хорошую жаростойкость, дающую им возможность выдержать температуру пламени дракона, охраняя от смерти потомство. Самка делает все, чтобы температура была выше критических 60 градусов, подогревая их своим огнём. Драконы имеют специальный сенсор на языке, что-то вроде градусника.

### Территория
Чтобы извергать огонь, драконам необходимо что-то, содержащее в достаточном количестве платину. Поэтому драконы всегда выбирают себе территории, на которой достаточно много камней, изобилующих платиной. В свободном виде, необходимом для каталитических реакций, платина в природе не встречается.

## Виды драконов
В фильме четыре вида драконов показаны в деталях. Это доисторический, морской, лесной и горный драконы. На эволюционном дереве показано происхождение пяти видов: Пустынный дракон даже не упоминается в фильме.
Веб-сайт, посвященный фильму, утверждает, что драконы отделились от рептилий где-то в конце триаса, ссылается на это время, апеллируя к тому, что в это время была большая радиация пресмыкающихся. Скорее всего драконы произошли от водных рептилий, ну или по-крайне мере от полуводных. Некоторые из них вышли на сушу и превратились в доисторических драконов, в то время как другие остались жителями морей и стали морскими драконами.

### Доисторический дракон
Доисторический дракон жил в одно время с Тираннозавром Рексом. Драконы произошли от рептилий, которые, как известно, имели четыре ноги и не умели летать, а тем более дышать огнём. В ходе естественного отбора один из видов научился ходить на двух ногах. Далее прошло не так много времени, когда передние конечности стали использоваться для полетов. Так же, по одной из теорий, возникли птицы от маленьких двуногих динозавров.
Драконам удалось найти таковых бактерий, которые помогли им. Микрофлора в их желудках помогала им в пищеварении. Но главное то, что теперь она помогала им и в производстве водорода. Водород позволил драконом лучше и выше летать. И более того, драконы смогли подняться выше всех известных летающих существ в мире. С другой стороны, драконы глотали неорганическую материю, один из камней был как раз богат платиной. После этого драконы открыли для себя огненное дыхание.

### Водный дракон
В то время, как одни драконы вышли на землю, другие жили в мелководьях и плавали недалеко от берега. Они и эволюционировали в водного дракона. После падения метеорита только они и выжили так, как их сородич, доисторический дракон, вымер вместе с динозаврами и другими животными. Мутация помогла им приобрести ещё одну пару конечностей.
Когда некоторые драконы вновь попытались выйти на землю их рудиментарные конечности стали превращаться в крылья. Крылья присутствовали у всех видов, появившихся после падения метеорита. Другие драконы вновь вернулись в море и стали морскими жителями. Со временем их рудиментарные конечности превратились в плавники, а длинный хвост — в руль. Заселившие моря и океаны драконы, которые селились в более холодной воде, выработали специальный белок, чтобы предотвратить замерзание.

### Лесной дракон
После падения метеорита температура увеличилась. Некоторые водные драконы вновь возвратились на мелководье и реки. Часть из них вернулась на землю. Со временем от них произошли лесные драконы в Азии. Они жили в бамбуковых лесах. Они остались такими же тонкими, как и водные драконы, что идеально подходило для быстрого и бесшумного движения в бамбуковом лесу. Их плавательные пузыри, также унаследованные от морских предков, помогали им подниматься в воздух, позволяя ещё бесшумней двигаться в бамбуковом лесу. Однако, как и их предки, они практически не пользовались крыльями, и потому они стали мелкими. Лесной дракон не мог летать, но мог использовать маленькие крылья для плавного полета на короткой дистанции.
Кроме того, лесной дракон придумал оригинальное применение своим пузырям — мимикрию. Контролируя выход газа из них, он мог изменять свой голос, издавая вой похожий на существо, страдающее недомоганием, в надежде заманить какую-нибудь жертву. Некоторые драконы отважились выйти из леса на открытое пространство, тем самым породив различие между китайским и японским драконами.

### Горный дракон
Люди все дальше и дальше вторгались в естественные места обитания драконов. Они насильственно выгоняли их в более и более негостеприимные районы мира, такие как пустыни и другие бесплодные места планеты. Некоторые в конечном итоге нашли свой приют в горах Европы. Таким образом средневековые драконы очень похожи на горных. Другие, жившие в тропиках, не были ограничены только горами, пока не пришли с земли.
Горные драконы, впрочем как и все драконы, после падения метеорита имели шесть конечностей. Горные драконы имели короткое тело, что даже способствовало полету, так как длинное тело не удобно для этих целей. Хвост был длиной с туловище и заканчивался копьевидным окончанием, которое могло быть использовано и как оружие.